# Ngozemey
Ngozemey est un village de la Région de l'Extrême-Nord du Cameroun, dépendant du département du Diamaré dans la commune de Meri, et le canton de Douroum.

## Population
La population du village Ngozemey lors du dernier recensement de 2005 était estimée à 349, soit 179 hommes (51,29 %) pour 170 femmes (48,71 %). Cette population représente 0, 40 % de la population de la commune de Méri estimée à 86.834 âmes.